# Lothar von Richthofen
Lothar-Siegfried Freiherr von Richthofen (Breslávia, 27 de setembro de 1894 — Hamburgo, 4 de julho de 1922) foi um ás do caça alemão da Primeira Guerra Mundial creditado com 40 vitórias. Ele era o irmão mais novo do melhor marcador Manfred von Richthofen (o Barão Vermelho) e um primo distante do Marechal de Campo da Luftwaffe Wolfram von Richthofen.
Após a guerra, ele trabalhou por um tempo em uma fazenda antes de assumir uma posição industrial. Casou-se em junho de 1919 e teve dois filhos. Ansioso pela aviação, ele aceitou o cargo de piloto, transportando passageiros e correspondências entre Berlim e Hamburgo.
Ele morreu aos 27 anos em 4 de julho de 1922 em um acidente aéreo em Fuhlsbüttel.

## Início de carreira
Richthofen nasceu em 27 de setembro de 1894. Ele e seus irmãos, Manfred e Bolko, caçavam javalis, alces, pássaros e veados.
Como seu irmão Manfred, Lothar começou a guerra como oficial de cavalaria do 4º Regimento de Dragões. Ele havia permanecido no ginásio público (escola secundária), ele estava matriculado no treinamento militar obrigatório na Kriegsschule em Danzig (Gdańsk, Polônia) quando a guerra começou. Por iniciativa própria, Lothar voltou para sua unidade. Lothar quase foi morto por um franco-atirador durante a patrulha. Em meados de outubro de 1914, enquanto estava estacionado em Attigny, ele foi premiado com a Cruz de Ferro de 2ª Classe por bravura. Foi a única condecoração que Lothar recebeu durante seu serviço de cavalaria. No mês seguinte, seu regimento foi transferido para a Frente Oriental.

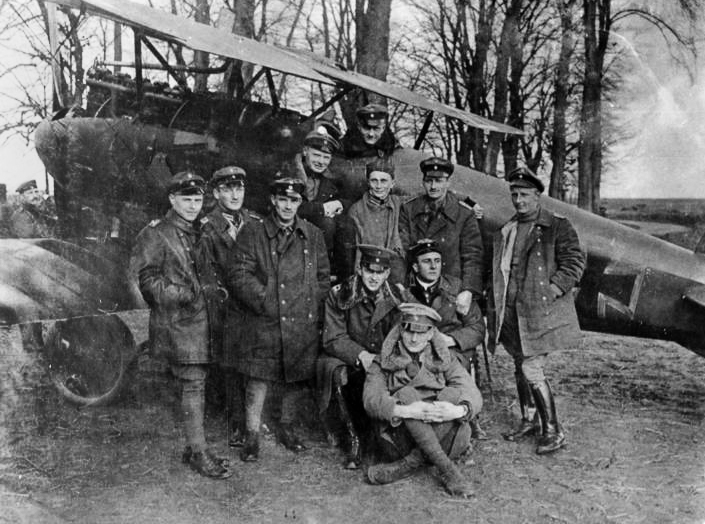
Lothar von Richthofen (sentado no chão) com outros membros do Jasta 11. Seu irmão, Manfred, está na cabine. Fotografado em 23 de abril de 1917

## Jagdstaffel 11
Em fevereiro de 1915, Manfred "resgatou" seu irmão Lothar do tédio de treinar novas tropas em Luben e o encorajou a também se transferir para Fliegertruppe.
Richthofen juntou-se ao Serviço Aéreo do Exército Alemão (Luftstreitkräfte) no final de 1915.
Seu primeiro posto como piloto foi para Jasta 11 de seu irmão em 6 de março de 1917. Um piloto impulsivo e agressivo, ao contrário de seu irmão friamente calculista Manfred, a primeira reivindicação de vitória de Lothar ocorreu em 28 de março para um FE 2b do Esquadrão No. 25, Royal Flying Corps. O alto comando alemão apreciou o valor da propaganda de dois Richthofens lutando juntos para derrotar o inimigo no ar.
Participando do período de domínio alemão chamado Abril Sangrento pelos britânicos, Lothar conquistou mais 15 vitórias no início de maio. Quando seu irmão saiu de licença, Lothar von Richthofen assumiu o comando do esquadrão.

## Albert Ball
Durante a primeira semana de maio de 1917, Lothar von Richthofen obteve mais três vitórias. Na noite de 7 de maio perto de Douai, ele liderou um vôo de 5 Albatros D.III de Jasta 11 que encontrou 11 S.E.5s da "elite" No. 56 Squadron RFC, incluindo o maior ás inglês da época, Capitão Albert Ball. Em uma batalha contínua na deterioração da visibilidade no meio de uma tempestade sobre o Bosque de Bourlon, ambos os lados se espalharam. Richthofen se envolveu em um combate individual com o Triplano britânico. Quase ao mesmo tempo, Ball foi visto pelo colega piloto do 56 Squadron Cyril Crowe perseguindo um Albatros vermelho em uma nuvem de tempestade. Ball perdeu o controle de seu avião e caiu fatalmente. Embora forçado a pousar sua aeronave danificada, Richthofen escapou de ferimentos. O britânico Sopwith Triplane envolvido na ação voltou à base ileso.
Richthofen postou uma reclamação por atirar no Sopwith Triplane. No entanto, o valor de propaganda da morte de Ball sob as armas de um piloto alemão era óbvio, e o German High Command concedeu uma vitória sobre Ball para Lothar. A falácia da premiação foi imediatamente aparente. A ideia de que um piloto experiente como Richthofen confundisse um triplano com um biplano era ridícula. Leutnant Hailer, um piloto alemão no solo que testemunhou o acidente e foi o primeiro alemão no local do acidente, não viu nenhum dano de batalha no avião de Ball. O médico que autopsiou Ball relatou ferimentos graves em Ball no acidente, mas nenhum ferimento a bala. No entanto, a linha oficial era que Lothar von Richthofen derrubou Albert Ball. Pesquisas posteriores sugerem que Ball ficou desorientado por vertigem, entrando acidentalmente em um mergulho invertido que sufocou o carburador de seu avião e desligou o motor, causando-lhe uma queda.

## Pour le Mérite
Richthofen aumentou seu total para 24 em 13 de maio, quando, depois de abater um BE.2, foi ferido no quadril por fogo antiaéreo e caiu com força; seus ferimentos o mantiveram fora de combate por cinco meses. Em 14 de maio, ele foi premiado com o Pour le Mérite e reassumiu o comando do Jasta 11 em setembro de 1917. No início de 1918, ele sofreu uma grave infecção no ouvido e foi hospitalizado em Berlim.
Retornando à sua unidade em fevereiro, ele reivindicou 3 Bristol Fighter F2.Bs em 11 e 12 de março, antes de ser novamente forçado a cair em 13 de março por um Sopwith Camel pilotado pelo Capitão Augustus Orlebar do No. 73 Squadron. Preparando seu triplano Fokker Dr1 aleijado para pousar, Richthofen cortou um fio de alta tensão e caiu pesadamente, sofrendo graves ferimentos na cabeça. Ele ainda estava se recuperando quando soube da morte de seu irmão.
Lothar voltou ao serviço com Jasta 11 em julho de 1918. Ele obteve sua vitória final (um DH-9a) em 12 de agosto de 1918, voando um Fokker D.VII. No dia seguinte, ele foi novamente ferido em ação contra Sopwith Camels, provavelmente pelo Capitão Field E. Kindley do 148º Esquadrão Aéreo USAS. Lothar também pode ter sido derrubado pelo piloto canadense da RAF William Stephenson, mais tarde conhecido como o espião mestre da Segunda Guerra Mundial de codinome "Intrepid". Lothar foi promovido a Oberleutnant e não viu mais nenhum combate antes do fim da guerra em novembro.
Considerando a quantidade de tempo que Lothar von Richthofen passou no front e em hospitais, ele foi um dos ases voadores mais eficientes e prolíficos da guerra, talvez até mais do que seu irmão Manfred. De seu total de 40 vitórias confirmadas, Lothar marcou 33 em apenas três meses: 15 em abril de 1917, 8 em maio de 1917 e 10 em agosto de 1918.

## Pós-guerra
Com o retorno da paz, Lothar von Richthofen trabalhou brevemente em uma fazenda antes de aceitar uma posição industrial. Ele se casou com a condessa Doris von Keyserlingk em Cammerau em junho de 1919, tendo um filho, Wolf-Manfred (1922–2010) e uma filha, Carmen Viola (1920–1971), antes do casamento ser dissolvido. Ele então se tornou um piloto comercial, transportando passageiros e correspondência entre Berlim e Hamburgo.

## Morte
Em 4 de julho de 1922, Richthofen morreu em um acidente de seu LVG C VI em Hamburgo devido a uma falha de motor. Também estavam a bordo a atriz Fern Andra e seu diretor Georg Bluen. Tanto Bluen quanto Andra sobreviveram, Andra passando um ano se recuperando de seus ferimentos.
Lothar von Richthofen foi enterrado ao lado de seu pai no Cemitério Garrison em Schweidnitz, mas o cemitério foi destruído pelos poloneses quando a cidade foi transferida para a Polônia após a Segunda Guerra Mundial. Hoje a área é um campo de futebol, embora a lápide de von Richthofen ainda exista.
Uma placa em memória de Lothar está ao lado do túmulo de seu irmão Manfred von Richthofen no Südfriedhof em Wiesbaden.